# Budynek Feniksa w Krakowie (ul. Basztowa)
Budynek Feniksa – kamienica czynszowa i biurowo-usługowa wzniesiona dla wiedeńskiego Towarzystwa Ubezpieczeniowego „Feniks”, znajdująca się w Krakowie w dzielnicy I przy ulicy Basztowej 15 na rogu z Rynkiem Kleparskim, na Kleparzu.
Na przełomie tysiącleci bardziej znany jako budynek PLL LOT.
Budynek został zaprojektowany przez Jerzego Struszkiewicza i Maksymiliana Burstina. Mimo iż starania o budowę nowej kamienicy na tej działce trwały już od 1911, nowy obiekt stanął tu dopiero w 1933, po dwuletniej budowie. Po rozpoczęciu budowy, działkę wraz z powstającym obiektem przejęło Towarzystwo Ubezpieczeń na Życie „Feniks”, które mogło się już wtedy pochwalić awangardowym i supernowoczesnym budynkiem „Feniksa” wzniesionym przy Rynku w Krakowie.
Nowy gmach był najwyższym wysokościowcem w Krakowie. Żelbetowa konstrukcja budynku wznosi się na 7 pięter i jest ukoronowana 2-kondygnacyjną wieżą. Zaprojektowany został jako budynek mieszkalno-użytkowy, mieścił komfortowe mieszkania, ekskluzywną salę kinową oraz sale restauracyjne.
W 1938 w budynku mieścił się konsulat Niemiec.

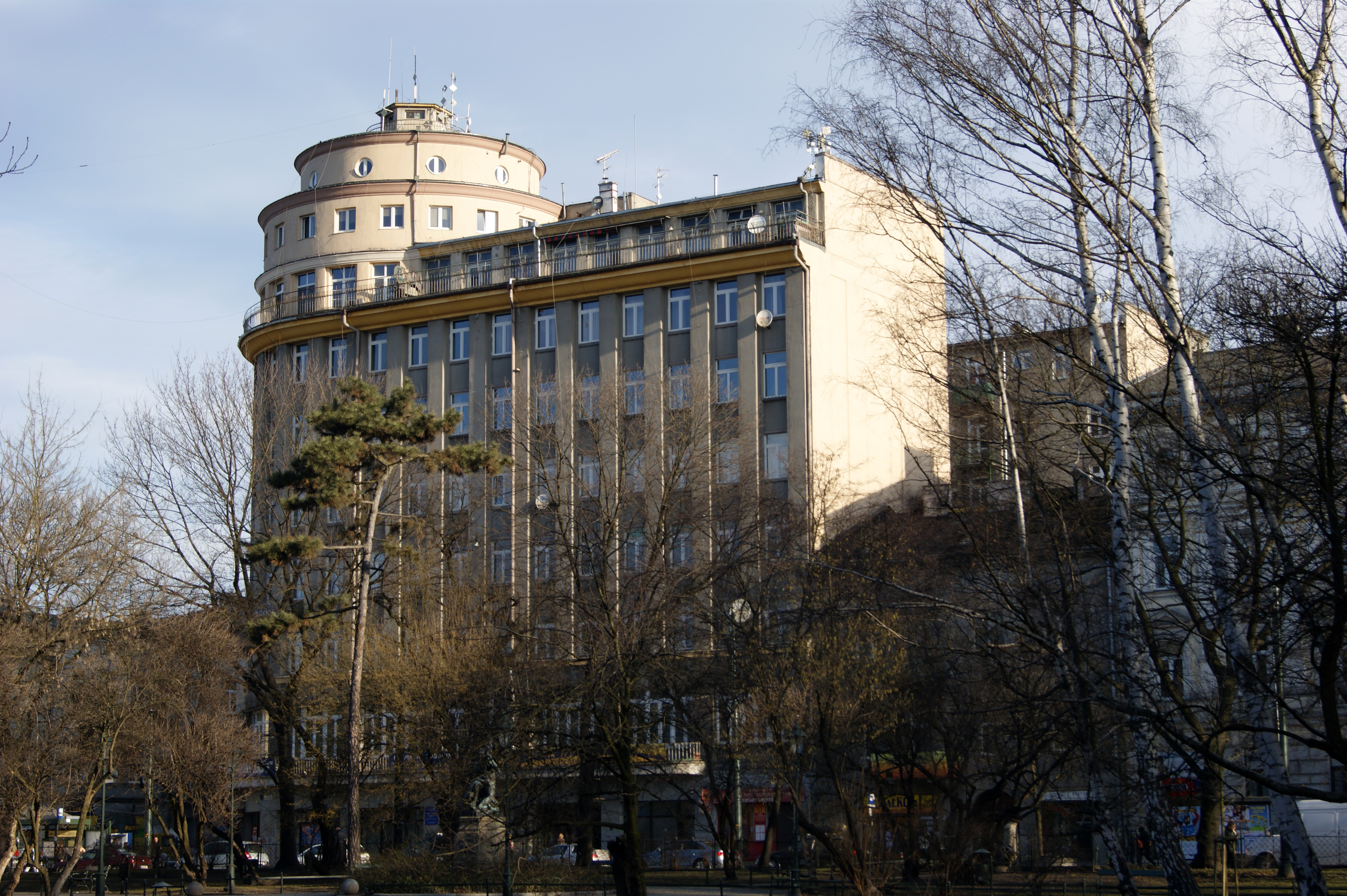
Widok z Plant
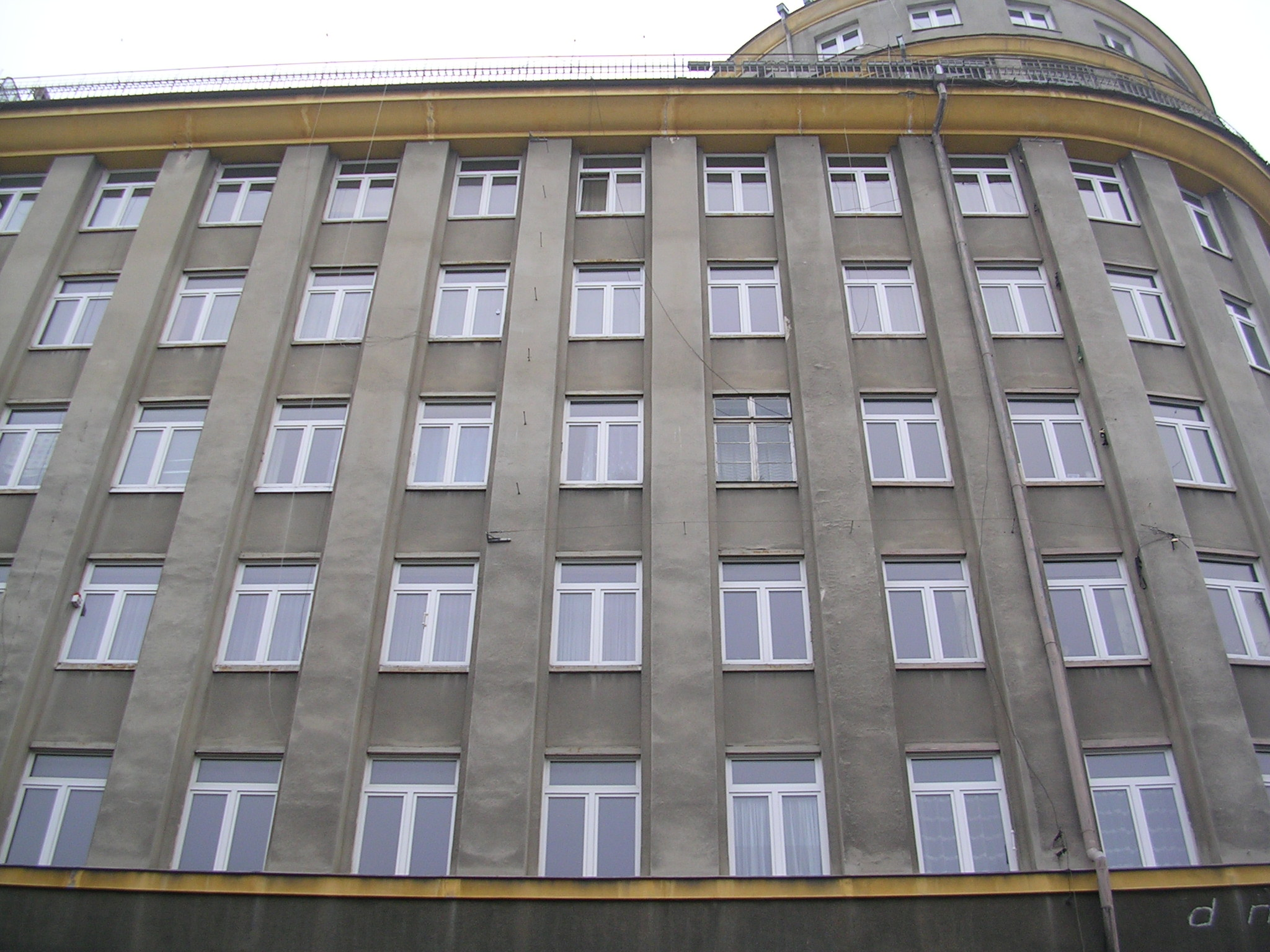
Elewacja boczna budynku

## Źródła
- Maria Jolanta Żychowska: Między tradycją a awangardą - problem stylu w architekturze Krakowa lat międzywojennych, Wydawnictwo Politechniki Krakowskiej, Kraków 1991
- Praca zbiorowa Zabytki Architektury i budownictwa w Polsce. Kraków, Krajowy Ośrodek Badań i Dokumentacji Zabytków, Warszawa 2007, ISBN 978-83-92298-1
- Praca zbiorowa Encyklopedia Krakowa, Wydawnictwo Naukowe PWN, Warszawa-Kraków 2000, ISBN 83-01-13325-2